# District d'Évreux
Le district d'Évreux est une ancienne division territoriale française du département de l'Eure de 1790 à 1795.
Il était composé des cantons d'Évreux, Conches, Fontaine sous Jouy, Grossœuvre, Ivry, Pacy, Saint Andre, Sainte Colombe et Vernon.

## Galerie

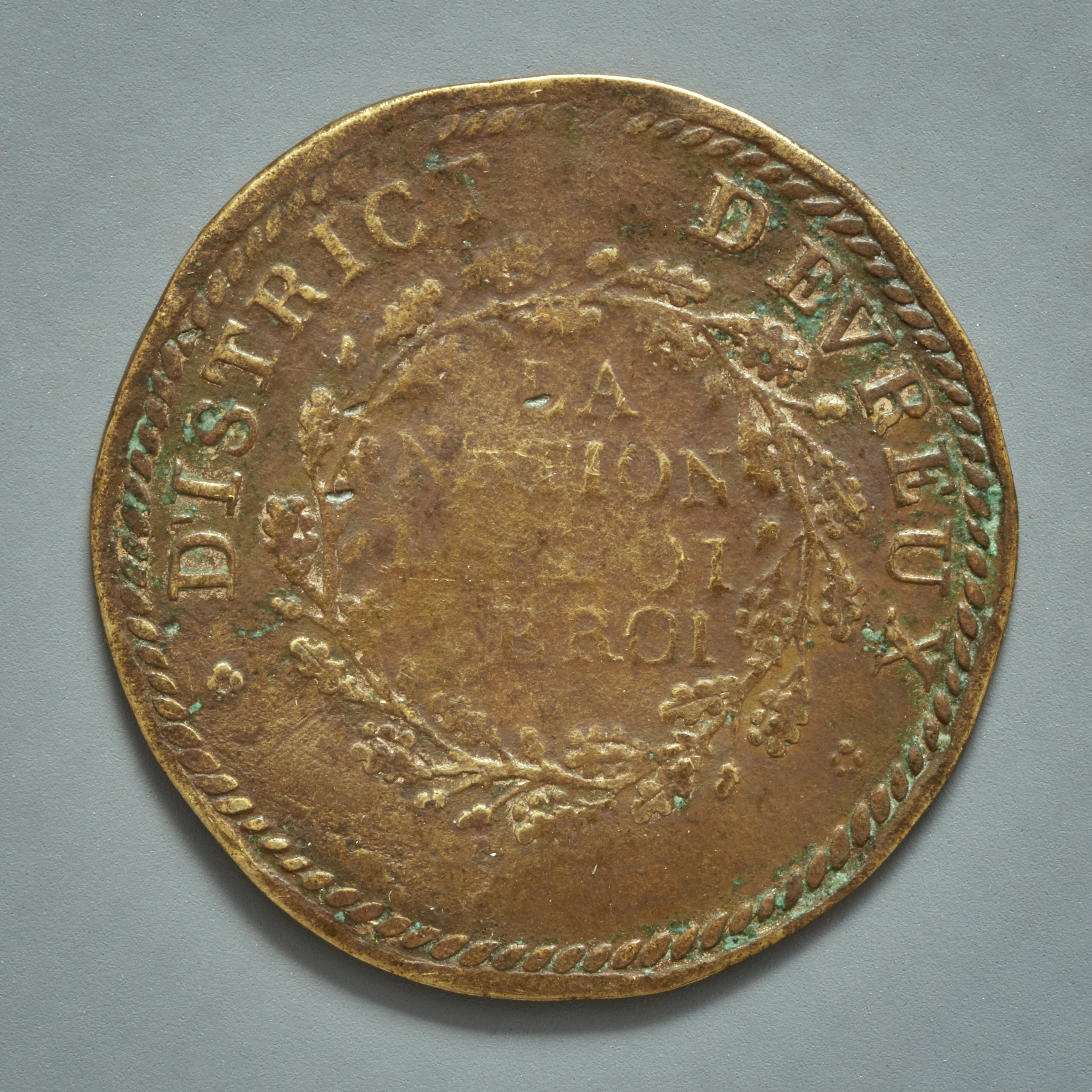
Bouton (musée Carnavalet)